# Sistema dinâmico preservando medida
Em matemática, um sistema dinâmico preservando medida é um objeto de estudo na abstrata formulação de sistemas dinâmicos e em particular na teoria ergódica. Sistemas dinâmicos que preservam  uma medida obedecem o teorema de recorrência de Poincaré, e são um caso especial dos sistemas conservativos. Eles fornecem a base matemática formal para uma ampla gama de sistemas físicos e, em particular, muitos sistemas da mecânica clássica (em particular, a maioria dos sistemas não dissipativos), bem como sistemas em equilíbrio termodinâmico.